# Charles Perrow
Charles B. Perrow (né le 9 février 1925 et mort le 12 novembre 2019) est un sociologue américain. Professeur émérite à l'université Yale, il a également été professeur invité à l'université Stanford.
Auteur de plusieurs livres et articles, il s'est spécialisé dans l'analyse des impacts des grandes organisations sur la société,,. Membre du Center for Advanced Study in the Behavioral Sciences et de l'Association américaine pour l'avancement des sciences, Perrow a également occupé divers postes de responsabilité, ayant été notamment vice-président de la Eastern Sociological Society (en),.

## Biographie
Après un parcours universitaires à l'université de Washington et au Black Mountain College de Caroline du Nord, Perrow obtient un Ph.D. à l'université de Californie à Berkeley en 1960.
Il travaille un temps dans plusieurs institutions universitaires telles l'université du Michigan, l'université de Pittsburgh, l'université du Wisconsin à Madison, l'université d'État de New York à Stony Brook et, enfin l'université Yale, où il deviendra professeur émérite en 2000. De 2004 jusqu'à sa mort, il est professeur invité au Center for International Security and Cooperation de Stanford, lors des sessions d'hiver et de printemps.

## Ouvrages
Son œuvre la plus connue est probablement Complex Organizations: A Critical Essay  (ISBN 0-07-554799-6), publiée pour la première fois en 1972,,,.
Perrow est également l'auteur de Normal Accidents: Living With High Risk Technologies  (ISBN 0-691-00412-9), qui expose sa théorie sur les accidents normaux, i.e. des accidents inévitables au sein de systèmes complexes et interreliés,,,,,,,.